# Нова Князівка
Нова Князівка (біл. вёска Новая Князеўка) — село в складі Березинського району Мінської області, Білорусь. Село підпорядковане Ушанській сільській раді, розташоване в східній частині області.